# Castelnaud-Fayrac
Castelnaud-Fayrac est une ancienne commune française située dans le sud-est du département de la Dordogne, et qui a existé de 1827 à 1972. Depuis 1973, elle est intégrée à la commune de Castelnaud-la-Chapelle.

## Histoire
Castelnaud-Fayrac est une commune française créée en 1827 à la suite de la fusion des communes de Castelnaud et de Fayrac.
Le 1er janvier 1973, la commune de La Chapelle-Péchaud entre en fusion-association avec celle de Castelnaud-Fayrac qui prend alors le nom de Castelnaud-la-Chapelle.

## Démographie

### Avant la fusion des communes de 1827
| 1793 | 1800 | 1806 | 1821 |
| ---- | ---- | ---- | ---- |
| 406  | 490  | 488  | 507  |

| 1793 | 1800 | 1806 | 1821 |
| ---- | ---- | ---- | ---- |
| 303  | 252  | 232  | 244  |

### Après la fusion des communes
| 1831 | 1836 | 1841 | 1846 | 1851 | 1856 | 1861 | 1866 | 1872 |
| ---- | ---- | ---- | ---- | ---- | ---- | ---- | ---- | ---- |
| 807  | 767  | 736  | 823  | 787  | 778  | 757  | 752  | 726  |

| 1876 | 1881 | 1886 | 1891 | 1896 | 1901 | 1906 | 1911 | 1921 |
| ---- | ---- | ---- | ---- | ---- | ---- | ---- | ---- | ---- |
| 708  | 686  | 654  | 635  | 589  | 604  | 601  | 564  | 512  |

| 1926 | 1931 | 1936 | 1946 | 1954 | 1962 | 1968 | - | - |
| ---- | ---- | ---- | ---- | ---- | ---- | ---- | - | - |
| 502  | 441  | 449  | 394  | 362  | 336  | 292  | - | - |